# Pardosa porpaensis
Pardosa porpaensis är en spindelart som beskrevs av Gajbe 2004. Pardosa porpaensis ingår i släktet Pardosa och familjen vargspindlar. Inga underarter finns listade i Catalogue of Life.